# Tout simplement country
 Tout simplement country est une émission de télévision de variétés musicale diffusée sur les ondes d'ICI ARTV animée par Guylaine Tanguay. L'émission présente des chanteurs de la scène country franco-canadienne du Québec et du Canada entier. Produite par Connections Productions, Tout simplement country a été enregistrée à Halifax, Nouvelle-Écosse devant public au Théâtre Alderney Landing et est diffusée pour la première fois en 2019.
En 2020 et 2021, l’émission a été enregistrée au Théâtre Alderney Landing sans public en studio, et dans le plus grand respect des mesures sanitaires, selon les réglementations provinciales de la Nouvelle-Écosse concernant la maladie à coronavirus (COVID-19),,.

## Synopsis
Chaque semaine, l’animatrice Guylaine Tanguay reçoit un trio d'interprètes et d'auteurs-compositeurs de la scène country franco-canadienne et vous offrent une soirée de prestations de chansons connues, ou à découvrir, incluant des duos et des entrevues. Les invités de Guylaine Tanguay nous partagent leur passion pour la musique country dans un décor qui recrée l’ambiance d’un bar country de Nashville,,,,.
Guylaine Tanguay est une artiste reconnue dans le monde de la musique country depuis plus de 30 années. Elle est originaire du Saguenay–Lac-Saint-Jean, et est montée sur scène la première fois à l'âge de 7 ans, au Québec et ailleurs au Canada. Possédant une discographie de 17 albums solo et 9 albums collectif, elle est considérée comme la grande voix du country québécois et elle est l'une des artistes les plus courues dans les festivals country de la province de Québec
,,,.

## Musiciens

### Saison 1 (2019)
L'orchestre qui accompagne l'émission était dirigé par Marc Beaulieu.
- Chant : Guylaine Tanguay
- Piano, orgue et accordéon : Marc Beaulieu
- Pedal steel guitar : Jean-Guy Grenier
- Violon : Ray Leger
- Guitares : Danny Maillet, Jean-Guy Grenier
- Contrebasse, basse électrique : Marty Melanson
- Batterie : Don Chapman
- Chœurs : Carole Daigle, Danny Boudreau

### Saison 2 (2020)
L'orchestre qui accompagne l'émission était dirigé par Sébastien Dufour.
- Chant : Guylaine Tanguay
- Piano : Joël Robichaud
- Pedal steel guitar, banjo, accordéon : Sylvain Pouliot
- Violon - Ray Leger
- Guitares : Sébastien Dufour, Danny Maillet, Mike Bourgeois
- Contrebasse, basse électrique : Samuel Cournoyer
- Batterie : Danny Bourgeois
- Chœurs : Carole Daigle, Danny Boudreau

Extra
- Épisode 2.12
  - Saxophone : Jeff Mosher
  - Trompette : Jody Stefan Lyne
- Épisode 2.7
  - Guitare : Danny Maillet
  - Mandoline : Waylon Robichaud
  - Basse électrique : Marc Leger

### Saison 3 (2021)
L'orchestre qui accompagne l'émission question dirigé par Sébastien Dufour.
- Chant : Guylaine Tanguay
- Piano : Joël Robichaud
- Pedal steel guitar, banjo, accordéon : Sylvain Pouliot
- Violon - Ray Leger
- Guitares : Sébastien Dufour
- Contrebasse, basse électrique : Samuel Cournoyer
- Batterie : Danny Bourgeois
- Chœurs : Carole Daigle, Danny Boudreau

Extra
- Épisode 3.3
  - Violin : Dominique Dupuis
  - Saxophone : Jeff Mosher
  - Trompette : Jody Stefan Lyne
- Épisode 3.3
  - Banjo : Frank Doody

## Concours et participation des téléspectateurs

### Chanson de la semaine
Chaque semaine, le public est invité à voter pour leur chanson préférée de l'émission. La chanson ayant le plus de votes est annoncée le lendemain.

### Chanson de la saison
À la fin de la saison, le public est invité à voter pour leur chanson préférée de toutes les chansons choisies comme chanson de la semaine pendant la saison.
La chanson de la saison pour la première saison, celle qui a reçu le plus de votes est: Jusqu'à demain de Pascal Côté.

### L’Ultime Concours
Le ou la gagnant(e) remportera un concert intime de Guylaine Tanguay et ses musiciens. C’est-à-dire, un concert réservé uniquement pour le gagnant(e) et neuf de ses amis. Le prix comprend aussi un séjour pour une personne afin d’assister à l’enregistrement d’une émission de Tout simplement country, à Dartmouth en Nouvelle-Écosse.
Ce concours était basé sur les points de participation. Les points pouvaient être accumulés entre autres, en répondant à la question du jour, et en votant pour la chanson de la semaine.
Au printemps 2021, Guylaine Tanguay en compagnie de ses musiciens, ont offert un concert privé virtuel et interactif en direct de l’espace Yoop de Montréal. La gagnante de ce concours était Claire Bigras.

### Voulez-vous chanter?
Le grand gagnant de Voulez-vous chanter à Tout simplement country est invité à interpréter une chanson lors de la prochaine saison de Tout simplement country.
Les gagnantes de 2021 sont le duo Sugar Crush, Joanie Charron et Marie-Soleil Provost, une formation canadienne de musique Trad-Country-Folk.
Le gagnant du concours en 2020 a été Steve Hickey.
La gagnante de 2019, Claudine Coulombe, l'interprète de Chute-aux-Outardes, a été invitée à Tout simplement country après avoir remporté le concours Voulez-vous chanter à Pour l'amour du country ?

### Prochaine saison
Dans un nouveau volet du spectacle, les spectateurs étaient invités à envoyer une suggestion, écrite ou filmée, pour une chanson qui leur rappelait des souvenirs ou les remplissait d'émotion. L'animatrice, Guylaine Tanguay, a ensuite choisi douze chansons parmi toutes les suggestions reçues, qu'elle a interprété à Tout simplement country.

## Fiche Technique
- Titre : Tout simplement country
- Réalisation :Marcel Gallant
- Scénario : Mélanie Léger / Manon Lévesque
- Direction artistique : René Poirier
- Son : Al Strickland / Kirstan Moore
- Eclairage : Normand Chassé
- Montage : Robert Sharpe / Peter Giffen
- Production : Marcel Gallant, Chris Goguen, Marc Savoie
- Sociétés de production : Connections Productions
- Société(s) de distribution (télévision) : ICI ARTV
- Pays d'origine :  Canada
- Langue originale : Français
- Format : couleur
- Genre : Musique de variétés
- Durée : 60 minutes (avec publicité) soit 44 minutes environ (sans publicité)
- Lieux de tournage : Halifax, Nouvelle-Écosse

## Prix
- 2020 Gala Country: L'émission télévisée de l'année[18]
- 2022 Gala Country: Émission de télévision de l'année[19]